# Šarbanovac (Bor)
Pour les articles homonymes, voir Šarbanovac.
Šarbanovac (en serbe cyrillique : Шарбановац) est une localité de Serbie située dans la municipalité de Bor, district de Bor. Au recensement de 2011, elle comptait 1 542 habitants.
Šarbanovac est officiellement classé parmi les villages de Serbie.

## Démographie

### Évolution historique de la population
| 1948  | 1953  | 1961  | 1971  | 1981  | 1991  | 2002  | 2011  |
| ----- | ----- | ----- | ----- | ----- | ----- | ----- | ----- |
| 2 793 | 2 783 | 2 758 | 2 684 | 2 437 | 2 161 | 1 836 | 1 542 |

|  |